# Divisão N.º 7 (Manitoba)
A Divisão N.º 7 é uma das vinte e três divisões do censo da província de Manitoba no Canadá. A região inclui a cidade de Brandon, a segunda maior cidade de Manitoba, e tinha uma população de 57.148 habitantes de acordo com o censo canadense de 2001.